# Arktisk fotblomfluga
Arktisk fotblomfluga (Platycheirus aeratus) är en tvåvingeart som först beskrevs av Daniel William Coquillett 1900.  Arktisk fotblomfluga ingår i släktet fotblomflugor, och familjen blomflugor. Enligt den finländska rödlistan är arten nära hotad i Finland. Arten är reproducerande i Sverige. Artens livsmiljö är våtmarker i fjällen (myrar, stränder, snölegor). Inga underarter finns listade i Catalogue of Life.